# Quan hệ Hoa Kỳ – Nga

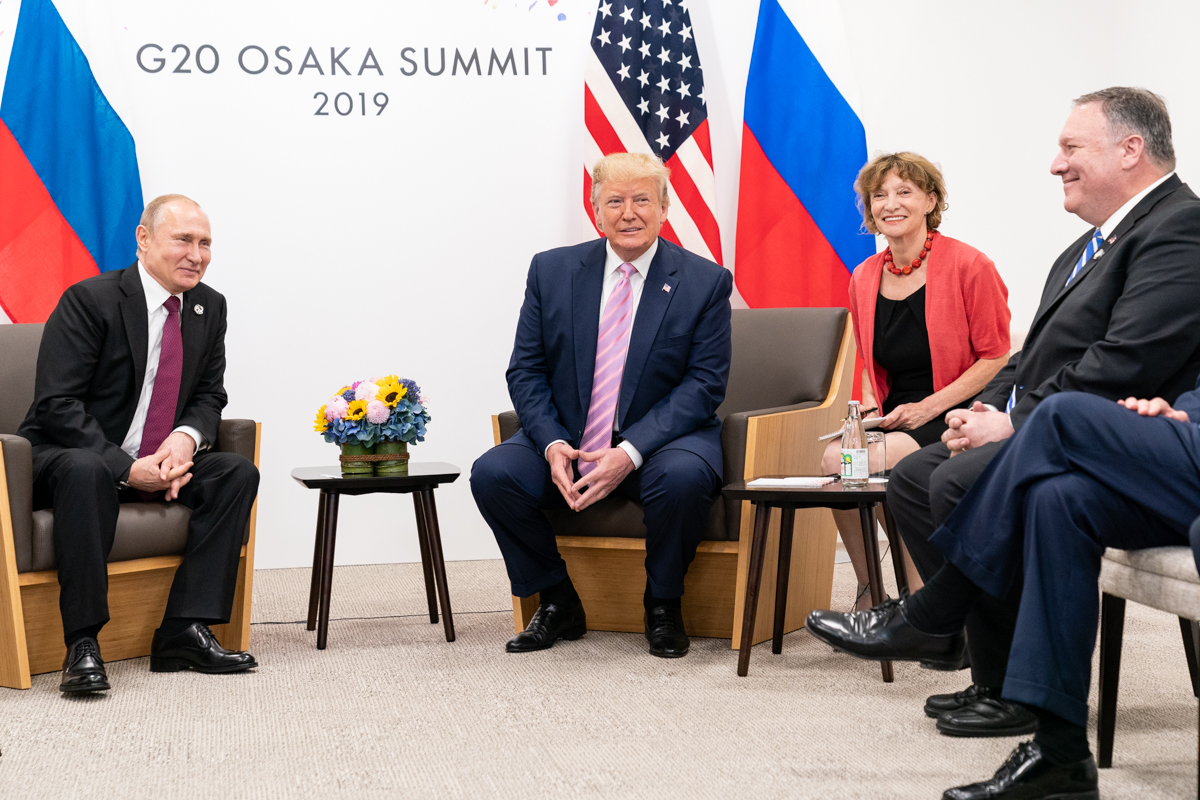
Tổng thống Mỹ Donald Trump (phải) và Tổng thống Nga Vladimir Vladimirovich Putin (trái) gặp nhau tại Osaka, Nhật Bản vào tháng 6/2019.

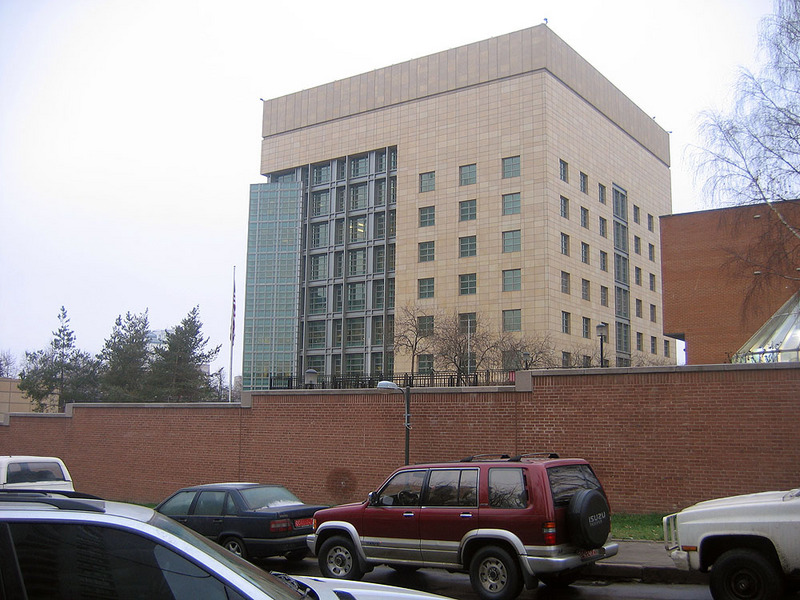
Đại sứ quán Hoa Kỳ tại Nga.

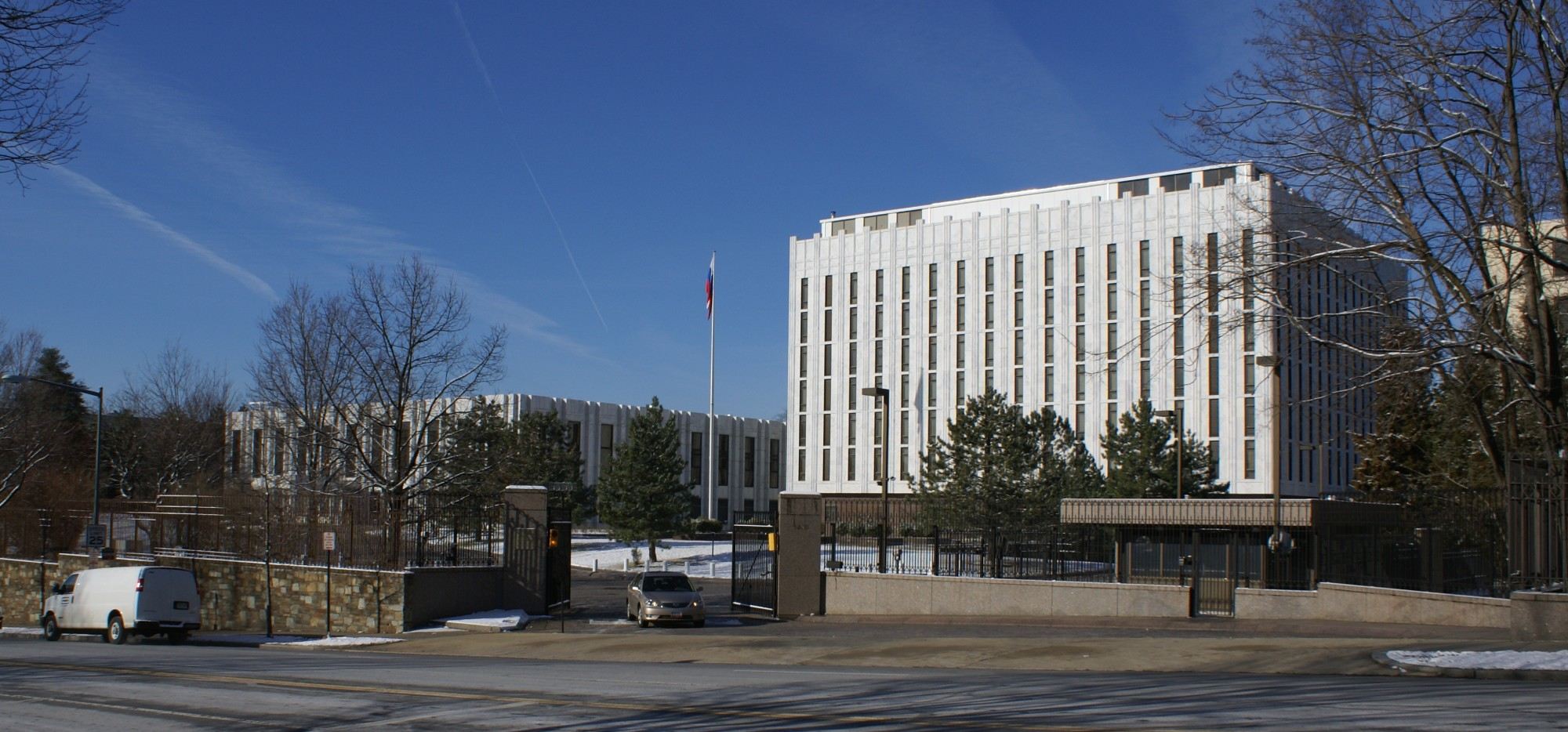
Đại sứ quán Nga tại Hoa Kỳ.

Quan hệ Hoa Kỳ – Nga là mối quan hệ song phương giữa Mỹ và Nga. Hoa Kỳ và Nga có duy trì quan hệ ngoại giao và thương mại. Mối quan hệ hai nước ban đầu rất tốt đẹp dưới thời Tổng thống Nga Boris Yeltsin (1991–1999) cho đến khi sự kiện NATO ném bom Cộng hòa Liên bang Nam Tư xảy ra vào mùa xuân năm 1999. Kể từ đó mối quan hệ Mỹ-Nga đã xấu đi đáng kể. Kể từ năm 2014, mối quan hệ hai nước vẫn chưa có dấu hiệu tốt đẹp do các sự kiện sau: Khủng hoảng Ukraina năm 2014, Nga tuyên bố sáp nhập đảo Crimea, Nga can thiệp vào Nội chiến Syria và việc nước này tiếp tục bị nghi ngờ là đã can thiệp vào cuộc bầu cử tổng thống năm 2016 của Mỹ. Kể từ năm 2022, khi Nga phát động chiến dịch quân sự đặc biệt nhắm vào lãnh thổ Ukraina, Mỹ đã phản ứng bằng cách áp đặt nhiều lệnh trừng phạt lớn chưa từng có lên Nga để buộc nước này chấm dứt chiến tranh mà phía Mỹ cho là "phi nghĩa" tại Ukraina.
Theo các cuộc thăm dò công chúng tại Mỹ, trong những năm gần đây, tỉ lệ người dân ở quốc gia này có cái nhìn tiêu cực về nước Nga đã đạt gần mức 90%, và con số này vẫn tiếp tục có xu hướng tăng lên sau khi Nga tiến hành xâm lược Ukraina vào năm 2022.